# Coppa delle nazioni UNCAF 2003
La Coppa delle nazioni UNCAF 2003 (UNCAF Nations Cup 2003) fu la settima edizione della Coppa delle nazioni UNCAF, la competizione calcistica per nazione organizzata dall'UNCAF. La competizione si svolse a Panama dal 9 febbraio al 23 febbraio 2003 e vide la partecipazione di sei squadre: Costa Rica, El Salvador, Guatemala, Honduras, Nicaragua e Panama. Il torneo, che si tiene ogni due anni a partire dal 1991, vale anche come qualificazione per la CONCACAF Gold Cup.
L'UNCAF organizzò questa competizione dal 1991 al 2009 sotto il nome di Coppa delle nazioni UNCAF; dall'edizione del 2011 cambiò nome e divenne Coppa centroamericana.

## Formula
- Qualificazioni

Nessuna fase di qualificazione. Le squadre sono qualificate direttamente alla fase finale.
- Fase Finale

Girone unico - 6 squadre, giocano partite di sola andata. La vincente si laurea campione UNCAF. Le prime tre classificate si qualificano alla fase finale della CONCACAF Gold Cup 2003. La quarta classificata accede agli spareggi per la CONCACAF Gold Cup 2003.

## Stadi
| Panama                  | Colón                       |
| ----------------------- | --------------------------- |
| Stadio Rommel Fernández | Estadio Armando Dely Valdés |
| Capienza: 32.000        | Capienza: 4.000             |
|                         |                             |
| Panama Colón            |                             |

## Squadre partecipanti
| Pr. | Squadra     | Data di qualificazione certa | Partecipante in quanto                                         | Partecipazioni precedenti al torneo    | Ultima presenza |
| --- | ----------- | ---------------------------- | -------------------------------------------------------------- | -------------------------------------- | --------------- |
| 1   | Panama      | -                            | Rappresentativa della nazione organizzatrice della fase finale | 4 (1993, 1995, 1997, 2001)             | Honduras 2001   |
| 2   | Costa Rica  | -                            | Qualificata di diritto                                         | 6 (1991, 1993, 1995, 1997, 1999, 2001) | Honduras 2001   |
| 3   | El Salvador | -                            | Qualificata di diritto                                         | 6 (1991, 1993, 1995, 1997, 1999, 2001) | Honduras 2001   |
| 4   | Guatemala   | -                            | Qualificata di diritto                                         | 5 (1991, 1995, 1997, 1999, 2001)       | Honduras 2001   |
| 5   | Honduras    | -                            | Qualificata di diritto                                         | 6 (1991, 1993, 1995, 1997, 1999, 2001) | Honduras 2001   |
| 6   | Nicaragua   | -                            | Qualificata di diritto                                         | 3 (1997, 1999, 2001)                   | Honduras 2001   |

Nella sezione "partecipazioni precedenti al torneo", le date in grassetto indicano che la nazione ha vinto quella edizione del torneo, mentre le date in corsivo indicano la nazione ospitante.

## Girone unico

### Classifica
| Pos | Squadra     | P.ti | G | V | N | P | GF | GS | DR  |
| --- | ----------- | ---- | - | - | - | - | -- | -- | --- |
| 1   | Costa Rica  | 13   | 5 | 4 | 1 | 0 | 5  | 1  | +4  |
| 2   | Guatemala   | 10   | 5 | 3 | 1 | 1 | 10 | 4  | +6  |
| 3   | El Salvador | 9    | 5 | 3 | 0 | 2 | 6  | 4  | +2  |
| 4   | Honduras    | 4    | 5 | 1 | 1 | 3 | 4  | 5  | -1  |
| 5   | Panama      | 4    | 5 | 1 | 1 | 3 | 4  | 5  | -1  |
| 6   | Nicaragua   | 3    | 5 | 1 | 0 | 4 | 1  | 11 | -10 |

Costa Rica, Guatemala e El Salvador qualificate alla CONCACAF Gold Cup 2003.
Honduras accede agli spareggi per la CONCACAF Gold Cup 2003.

### Risultati
| Arbitro: | Pineda |

|          |           |                           |
| Díaz 34’ | Marcatori | 70’ Galdámez 77’ Corrales |

| Arbitro: | Aguilar |

|  |           |                               |
|  | Marcatori | 4’ Martínez 20’ César de León |

| Arbitro: | Batres |

|  |           |           |
|  | Marcatori | 62’ Scott |

| Arbitro: | Moreno Salazar |

|                                      |           |  |
| Corrales 35’ Velásquez 27’ Mejía 89’ | Marcatori |  |

| Arbitro: | Rizo |

|                    |           |            |
| Centeno 24’ (rig.) | Marcatori | 48’ García |

| Arbitro: | Aguilar |

|           |           |  |
| Scott 16’ | Marcatori |  |

| Arbitro: | Batres |

|  |           |            |
|  | Marcatori | 81’ Murgas |

| Arbitro: | Pineda |

|  |           |                      |
|  | Marcatori | 29’ Mendez 36’ Brown |

| Arbitro: | Moreno Salazar |

|                                          |           |  |
| Ruiz 33’ 45’ 66’ García 77’ Figueroa 81’ | Marcatori |  |

| Arbitro: | Rizo |

|              |           |              |
| Mendieta 60’ | Marcatori | 28’ Martínez |

| Arbitro: | Rizo |

|  |           |                               |
|  | Marcatori | 18’ Alegria 83’ (rig.) García |

| Arbitro: | Batres |

|             |           |  |
| Bryce 45+2’ | Marcatori |  |

| Arbitro: | Aguilar |

|  |           |              |
|  | Marcatori | 83’ Palacios |

| Arbitro: | Rizo |

|                         |           |             |
| Ramírez 7’ Figueroa 56’ | Marcatori | 76’ Guevara |

| Arbitro: | Batres |

|  |           |           |
|  | Marcatori | 73’ Solís |

## Statistiche

### Classifica marcatori
3 reti
- Freddy García
- Carlos Ruiz

2 reti
- Erick Scott
- Rudy Corrales
- Carlos Figueroa
- Jairo Martínez

1 rete
- Steven Bryce
- Wálter Centeno
- Alonso Solís
- Josué Galdámez
- Diego Armando Mejía
- Gilberto Murgas
- Victor Velásquez
- César Alegria
- Guillermo Ramírez
- Julio César de León
- Amado Guevara
- José Emilio Palacios
- Roberto Brown
- Neftalí Díaz
- Mario Méndez
- Víctor René Mendieta Sáenz